# 瀬古 (名古屋市)
瀬古（せこ）は、愛知県名古屋市守山区の地名。現行行政地名は瀬古一丁目から瀬古三丁目と大字瀬古。住居表示未実施。

## 地理
名古屋市守山区西部に位置する。

## 歴史

### 沿革
- 江戸時代〜明治22年 - 瀬古村として所在[3]。
- 1889年（明治22年）10月1日 - 合併に伴い、東春日井郡高間村大字瀬古となる[4]。
- 1906年（明治39年）7月16日 - 合併に伴い、東春日井郡守山町大字瀬古となる[4]。
- 1941年（昭和16年）
  - 1月15日 - 一部が名古屋市西区に編入される[4]。
  - 10月1日 - 名古屋市西区成願寺町の一部を編入する[4]。
- 1954年（昭和29年）6月1日 - 合併に伴い、守山市大字瀬古となる[4]。
- 1963年（昭和38年）2月15日 - 合併に伴い、名古屋市守山区大字瀬古となる[4]。
- 1999年（平成11年）11月22日 - 守山区大字瀬古の一部により、同区瀬古一丁目および瀬古二丁目が成立する[5]。
- 2000年（平成12年）11月27日 - 守山区大字瀬古の一部により、同区瀬古三丁目および瀬古東三丁目が成立する[5]。
- 2001年（平成13年）11月19日 - 守山区大字瀬古の一部により、瀬古東一丁目および瀬古東二丁目が成立する[5]。

## 世帯数と人口
2019年（平成31年）4月1日現在の世帯数と人口は以下の通りである。
| 丁目       | 世帯数    | 人口    |
| ---------- | --------- | ------- |
| 瀬古一丁目 | 859世帯   | 2,028人 |
| 瀬古二丁目 | 488世帯   | 889人   |
| 瀬古三丁目 | 379世帯   | 881人   |
| 計         | 1,726世帯 | 3,798人 |

### 人口の変遷
国勢調査による人口の推移
大字瀬古
- 2005年以降は秘匿の為、省略している。

| 1995年（平成7年）  | 8,038人 | [ WEB 6 ] |  |
| 2000年（平成12年） | 4,040人 | [ WEB 7 ] |  |

瀬古
| 2000年（平成12年） | 2,799人 | [ WEB 7 ]  |  |
| 2005年（平成17年） | 3,893人 | [ WEB 8 ]  |  |
| 2010年（平成22年） | 3,949人 | [ WEB 9 ]  |  |
| 2015年（平成27年） | 3,809人 | [ WEB 10 ] |  |

## 学区
市立小・中学校に通う場合、学校等は以下の通りとなる。また、公立高等学校に通う場合の学区は以下の通りとなる。
| 丁目       | 番・番地等 | 小学校               | 中学校                 | 高等学校 |
| ---------- | ---------- | -------------------- | ---------------------- | -------- |
| 瀬古一丁目 | 全域       | 名古屋市立瀬古小学校 | 名古屋市立守山西中学校 | 尾張学区 |
| 瀬古二丁目 | 全域       | 名古屋市立瀬古小学校 | 名古屋市立守山西中学校 | 尾張学区 |
| 瀬古三丁目 | 全域       | 名古屋市立瀬古小学校 | 名古屋市立守山西中学校 | 尾張学区 |

## 交通
- 愛知県道202号守山西線[2]

## 施設
- 瀬古ロイヤルゴルフガーデン
- 高牟神社[2]
- 特別養護老人ホーム瀬古第一マザー園
- 東陽機械製作所
- 新堀交番[2]
- 瀬古団地[2]
- 中部電力名北変電所[2]
- 日本コンクリート本社工場[2]
- 青柳総本家本社
- 守西保育園

## その他

### 日本郵便
- 集配担当する郵便局は以下の通りである[WEB 13]。

| 町丁     | 郵便番号 | 郵便局     |
| -------- | -------- | ---------- |
| 瀬古     | 463-0068 | 守山郵便局 |
| 大字瀬古 | 463-0078 | 守山郵便局 |

### WEB
1. 1 2  “愛知県名古屋市守山区の町丁・字一覧”.   人口統計ラボ. 2019年5月8日閲覧。
2. 1 2  “町・丁目(大字)別、年齢(10歳階級)別公簿人口(全市・区別)”.   名古屋市 (2019年4月22日). 2019年4月23日閲覧。
3. 1 2  “郵便番号”.  日本郵便. 2019年3月17日閲覧。
4. 1 2  “郵便番号”.  日本郵便. 2019年3月17日閲覧。
5. ↑  名古屋市役所市民経済局地域振興部住民課町名表示係 (2015年10月21日). “守山区の町名”.   名古屋市. 2017年3月26日閲覧。
6. ↑  総務省統計局 (2014年3月28日). “平成7年国勢調査の調査結果(e-Stat) - 男女別人口及び世帯数 －町丁・字等”. 2019年3月23日閲覧。
7. 1 2  総務省統計局 (2014年5月30日). “平成12年国勢調査の調査結果(e-Stat) - 男女別人口及び世帯数 －町丁・字等”. 2019年3月23日閲覧。
8. ↑  総務省統計局 (2014年6月27日). “平成17年国勢調査の調査結果(e-Stat) - 男女別人口及び世帯数 －町丁・字等”. 2019年3月23日閲覧。
9. ↑  総務省統計局 (2012年1月20日). “平成22年国勢調査の調査結果(e-Stat) - 男女別人口及び世帯数 －町丁・字等”. 2019年3月23日閲覧。
10. ↑  総務省統計局 (2017年1月27日). “平成27年国勢調査の調査結果(e-Stat) - 男女別人口及び世帯数 －町丁・字等”. 2019年3月23日閲覧。
11. ↑  “市立小・中学校の通学区域一覧”.   名古屋市 (2018年11月10日). 2019年1月14日閲覧。
12. ↑  “平成29年度以降の愛知県公立高等学校（全日制課程）入学者選抜における通学区域並びに群及びグループ分け案について”.   愛知県教育委員会 (2015年2月16日). 2019年1月14日閲覧。
13. ↑  “郵便番号簿 2018年度版” (PDF).   日本郵便. 2019年4月23日閲覧。

### 文献
1. ↑  “市外局番の一覧”.   総務省. 2019年1月6日閲覧。
2. 1 2 3 4 5 6 7  「角川日本地名大辞典」編纂委員会 1989, p. 1558.
3. ↑  守山区制50周年記念事業実行委員会 2013, p. 358.
4. 1 2 3 4 5 6  名古屋市計画局 1992, p. 857.
5. 1 2 3  守山区制50周年記念事業実行委員会 2013, p. 397.